# Rapallo Viaduct
Das Rapallo Viaduct ist eine verfüllte ehemalige Eisenbahnbrücke in East Hampton im US-Bundesstaat Connecticut über den Flat Brook. Auf dem Viadukt verläuft heute Air Line Trail. Seit 1986 ist es im National Register of Historic Places eingetragen.
Das Viadukt wurde als Teil der Eisenbahnlinie der New Haven, Middletown and Willimantic Railroad von New Haven nach Willimantic errichtet. Die Bahnlinie verlief verhältnismäßig gerade und war Teil der Verbindung zwischen Boston und New York. Die direkte Streckenführung erforderte aber auch, dass die Trasse mehrere tiefe Schluchten überqueren musste. Dazu gehört unter anderen die Schlucht des Flat Brook, südöstlich von East Hampton. Das Viadukt wurde nach Charles A. Rapallo, einem der Direktoren der Bahngesellschaft benannt. Als Edward W. Serrell, der damalige Chief Engineer der Bahngesellschaft, die Konstruktion der hohen Eisenbrücke entwarf, war die Verwendung von Schmiedeeisen noch eine neue Technologie. Trotz Serrells Erfahrung und hohem Ansehen als Brückenbauer war er nicht in der Lage, genau auszurechnen, welche Form die Brückenglieder bekommen sollten, und die Ausführung wurde an die Phoenix Iron Works vergeben. Obwohl die Konstruktion von Anfang an für zweispurigen Verkehr ausgelegt war, verkleinerte Serrell die Trasse auf einspurigen Verkehr. Serrell wurde offensichtlich 1873 als Chief Engineer entlassen, zumal er an die Connecticut Railroad Commissioners geschrieben hatte und ihnen seine Zweifel an der Sicherheit vor allem der Brücken (Rapallo und Lyman Viaduct) mitgeteilt hatte. Die Commissioners ließen die Brücken von James Laurie, einem führenden Civil Engineer begutachten und er erklärte sie für tragfähig.
Obwohl die Trasse 1873 fertiggestellt wurde führten der Gründerkrach und die hohen Baukosten zum Konkurs der Gesellschaft und zur Neuformierung als Boston and New York Air-Line Railroad 1875. Nach einigen Jahren des Wettbewerbs mit der New York, New Haven and Hartford Railroad, pachtete diese 1879 die Trasse und nutzte sie von da an. Anfang des 20. Jahrhunderts wurde das Viadukt zu klein für die schweren Güterzüge von New Haven. 1911 ließ die Bahngesellschaft einen Plan genehmigen, der vorsah, den Flat Brook zu kanalisieren und das Viadukt zu verfüllen. Von 1912 bis 1913 wurde Sand von der Brücke her abgeladen, bis sie komplett eingebettet war. Die Füllung wurde mit einer Lage Schlacke bedeckt und damit das Viadukt verdeckt und erhalten.
Der Personenverkehr auf der Strecke endete 1937 und der Betrieb wurde 1965 endgültig eingestellt. 1986 wurde das Viadukt im National Register of Historic Places eingetragen, als die Strecke als rail trail wiedereröffnet wurde. 
Die Brücke ist noch immer verfüllt, obwohl bereits 1979 bei Drainagemassnahmen festgestellt wurde, dass sie weitgehend intakt ist. Ein Teil der Kanalisierung brach 2007 zusammen, wurde aber wieder aufgebaut und die Füllung im gleichen Jahr erneuert. Die Verfüllung schützte die Brücke, während andere Eisenbauwerke aus dieser Zeit längst zerstört sind. Das Rapallo und das Lyman Viaduct sind die beiden einzigen verbleibenden Brücken in Connecticut, die aus der ersten Generation der Schmiedeeisen-Konstruktion stammen.